# Naab unterhalb Schwarzenfeld und Donau von Poikam bis Regensburg
Naab unterhalb Schwarzenfeld und Donau von Poikam bis Regensburg este o arie protejată (arie specială de conservare — SAC, sit de importanță comunitară — SCI) din Germania întinsă pe o suprafață de 1.218,81 ha, integral pe uscat.

## Localizare
Centrul sitului Naab unterhalb Schwarzenfeld und Donau von Poikam bis Regensburg este situat la coordonatele 49°00′09″N 12°02′08″E / 49.0025°N 12.0356°E.

## Înființare
Situl Naab unterhalb Schwarzenfeld und Donau von Poikam bis Regensburg a fost declarat sit de importanță comunitară în noiembrie 2004 pentru a proteja 11 specii de animale. Situl a fost protejat și ca arie specială de conservare în aprilie 2016.

## Biodiversitate
Situată în ecoregiunea continentală, aria protejată conține 4 habitate naturale: Lacuri eutrofice naturale cu vegetație de tip Magnopotamion sau Hydrocharition, Liziere de ierburi înalte hidrofile de câmpie și de nivel montan până la alpin, Fânețe de joasă altitudine (Alopecurus pratensis, Sanguisorba officinalis), Păduri aluvionare cu Alnus glutinosa și Fraxinus excelsior (Alno-Padion, Alnion incanae, Salicion albae).
La baza desemnării sitului se află mai multe specii protejate:
- amfibieni (1): izvoraș-cu-burta-galbenă (Bombina variegata)
- mamifere (2): castor (Castor fiber), liliac comun (Myotis myotis)
- nevertebrate (2): Ophiogomphus cecilia, Unio crassus
- pești (6): avat (Aspius aspius), Gymnocephalus baloni, răspăr (Gymnocephalus schraetzer), boarță (Rhodeus amarus), babușcă de tur (Rutilus virgo), pietrar (Zingel zingel)